# Double fond

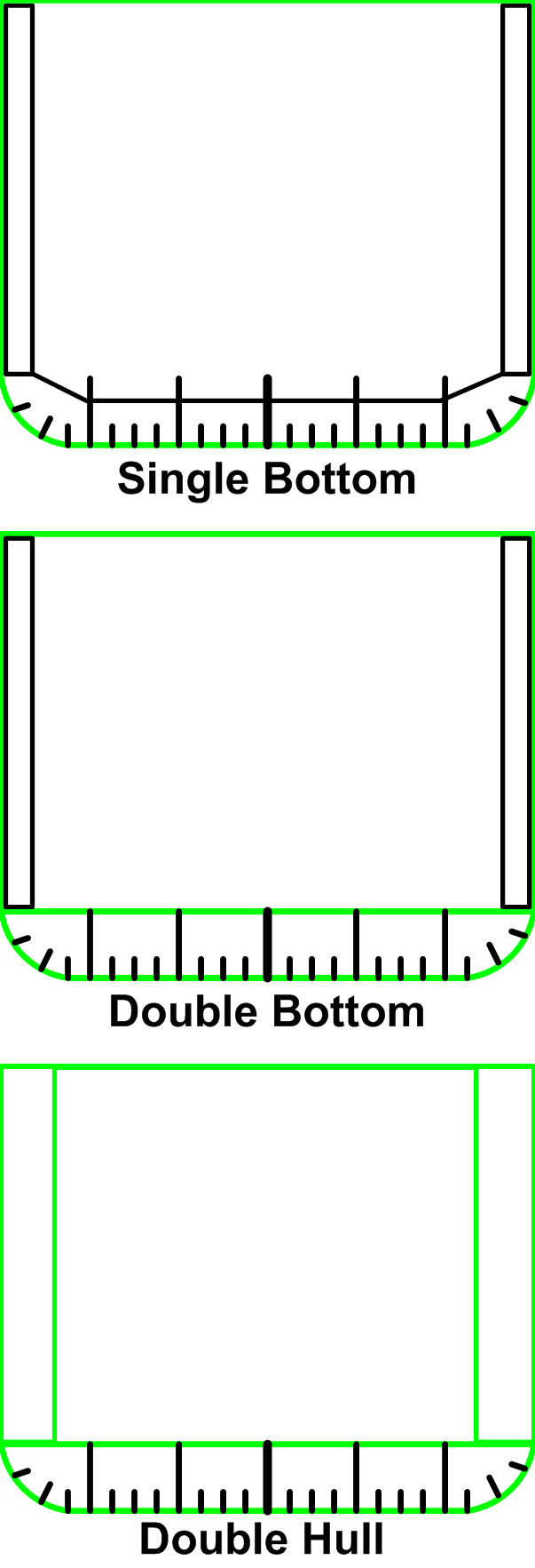
Sections transversales de navire simple coque, double fond et double coque. Les lignes vertes sont étanches; la structure noire n'est pas étanche

Le double fond est une méthode de conception et de construction de coque de navire, où le fond du navire a deux couches complètes de surface de coque étanche: une couche extérieure formant la coque normale du navire et une deuxième coque intérieure, qui est un peu plus haute dans le navire, qui forme une barrière redondante à l'eau de mer, au cas où la coque extérieure serait endommagée et fuirait.
L'espace entre les deux fonds est souvent utilisé comme réservoirs de stockage pour le carburant ou l'eau de ballast, bien que le stockage de carburant dans le double fond ne soit pas autorisé pour les navires livrés le 1er août 2010 ou après, avec une capacité totale de carburant pétrolier de 600 m3 ou plus .
Les fonds doubles sont nettement plus sûrs que les fonds simples. En cas d'échouement ou d'autres dommages sous l'eau, les dommages se limitent la plupart du temps à l'inondation du compartiment inférieur et les principales zones occupées du navire restent intactes. Pour cette raison, les doubles fonds sont exigés dans tous les navires à passagers depuis des décennies dans le cadre de la Convention internationale pour la sauvegarde de la vie humaine en mer ou Convention SOLAS.
Une protection encore plus étendue est disponible sous forme de double coque, où la deuxième couche de coque s'étend sur les côtés du navire ainsi que dans le fond.
Un double fond forme également de manière pratique une structure de poutrelle ou de poutre rigide et solide avec les deux couches de revêtement de coque en tant que plaques supérieure et inférieure pour une poutre composite. Cela renforce considérablement flexion et résistance secondaires de la coque, et dans une certaine mesure dans la flexion et résistance de la coque primaire.
Certains des avantages du double fond dans les navires sont:
- protéger la coque en cas d'échouement
- offrent une grande résistance longitudinale
- peut être utilisé comme réservoir pour transporter de l'huile, de l'eau de ballast ou de l'eau douce (ventilé par un col de cygne, Gooseneck (piping) (en))
- aide à prévenir la pollution en cas de cargaison liquide (comme le pétrole dans les pétroliers)
- aide à maintenir la stabilité du navire
- le dessus du réservoir sert de plate-forme pour les machines et la cargaison